# Matjaž Romih
Matjaž Romih, slovenski kantavtor, glasbenik in radijski napovedovalec na RTV Slovenija, * 22. februar 1971, Slovenj Gradec.
Njegov pet let mlajši brat je televizijski voditelj, Boštjan Romih.

## Kariera
Matjaž Romih je radijski napovedovalec in glasbenik. Je član zasedbe BosaZnova, ki jo je leta 2016 soustanovil s svojo partnerko Vanjo Romih. BosaZnova sta sodelovala na Melodijah morja in sonca 2022, s skladbo Želje.
Kot kantavtor je leta 2005 zmagal na Festivalu slovenskega šansona s skladbo Dama reklama v absolutni kategoriji in osvojil prvo nagrado – snemanje albuma. Leto dni kasneje je pri Založbi kaset in plošč RTVSLO izdal svoj edini CD album z naslovom Novice iz Slovenije, na katerem je poleg omenjene zmagovalne pesmi Dama reklama še 10 skladb.
Na Radiu Slovenija je zaposlen kot napovedovalec.